# ادنا (کنتاکی)
ادنا (به انگلیسی: Edna) یک منطقهٔ مسکونی در ایالات متحده آمریکا است که در شهرستان مگافین، کنتاکی واقع شده‌است. ادنا ۲۵۲٫۰۷ متر بالاتر از سطح دریا واقع شده‌است.